# Plaça de la Independència (Girona)
La Plaça de la Independència és una plaça pública del municipi de Girona inclosa en l'Inventari del Patrimoni Arquitectònic de Catalunya. El nom fa referència a la Guerra de la Independència d'Espanya contra Napoleó Bonaparte.

## Descripció
El conjunt respon als models establerts durant el segle xix de places neoclàssiques. La plaça té 92x45 m. Els porxos tenen una alçada de 6.70 m i una amplada mitjana de 4,5 m. Les arcades del porxo tenen una amplada que oscil·la entre 2,20 m i 3,5 m i consta de 50 columnes. El projecte preveia la definició d'una façana unitària en tot els perímetre, formada pel porxo amb arcs semicirculars a la planta baixa, tres plantes pis amb balcons i golfes amb obertures quadrades. Originàriament s'arribaren a construir les dues façanes laterals. En els darrers anys del segle XX s'han construït els dos extrems, seguint la mateixa façana.

## Història
L'actual solar era ocupat pel convent i les hortes de la congregació dels Agustins, fins que el 1835 sofriren la desamortització. L'any 1855 l'arquitecte Martí Sureda Deulovol presentà el projecte d'urbanització de la nova plaça porticada, amb un model de façana ben definit i unitari pel conjunt, de caràcter neoclàssic. L'any 1856 s'iniciaren les obres seguint el projecte inicial que fou modificat i ampliat posteriorment el 1857. Les ordenances que defenien els volums, la composició i els materials s'aprovaren el 1859. La urbanització de l'espai central és de 1860 i es completà el 1869 amb una columna que commemorava la Constitució. El 1894 es va substituir per l'actual escultura dedicada als defensors de Girona. El 1924 Ricard Giralt Casadesús realitzà els actuals jardins.